# Liste der Mitglieder des beratenden Landesausschusses (Groß-Hessen)
Diese Liste gibt einen Überblick über alle Mitglieder des beratenden Landesausschusses des Landes Groß-Hessen (26. Februar bis 14. Juli 1946).

## Zusammensetzung
| Fraktion | Sitze |
| -------- | ----- |
| CDU      | 12    |
| SPD      | 12    |
| LDP      | 12    |
| KPD      | 12    |
| gesamt   | 48    |

## Fraktionsvorsitzende
- CDU-Fraktion 
 Erich Köhler
- SPD-Fraktion 
 Wilhelm Knothe
- LDP-Fraktion 
 Wilhelm Schwarzhaupt
- KPD-Fraktion 
 Leo Bauer

## Abgeordnete
| Name                                | *    | †    | Fraktion | Anmerkung                                                           |
| ----------------------------------- | ---- | ---- | -------- | ------------------------------------------------------------------- |
| Adam Barthels                       | 1897 | 1979 | KPD      |                                                                     |
| Hermann Bauer                       | 1897 | 1986 | LDP      |                                                                     |
| Leo Bauer                           | 1912 | 1972 | KPD      |                                                                     |
| Heinrich von Brentano               | 1904 | 1964 | CDU      |                                                                     |
| Anne Bringezu                       | 1898 | 1974 | LDP      |                                                                     |
| Fritz Catta                         | 1886 | 1968 | LDP      |                                                                     |
| Karl Diez                           | 1882 | 1964 | KPD      |                                                                     |
| Karl Drott                          | 1906 | 1971 | SPD      |                                                                     |
| Maria Elisabeth Epstein             | 1881 | 1948 | CDU      |                                                                     |
| Georg Ludwig Fertsch                | 1890 | 1948 | LDP      |                                                                     |
| Walter Fisch                        | 1910 | 1966 | KPD      |                                                                     |
| Walter Geiger                       | 1901 | 1995 | LDP      |                                                                     |
| Heinrich Haase                      | 1897 | 1960 | KPD      | abberufen durch Schreiben des Ministerpräsidenten vom 29. März 1946 |
| Willy Heigl                         | 1904 | 1973 | SPD      |                                                                     |
| Leonhard Heißwolf                   | 1880 | 1957 | SPD      |                                                                     |
| Wilhelm Knothe                      | 1888 | 1952 | SPD      |                                                                     |
| Erich Köhler                        | 1892 | 1958 | CDU      |                                                                     |
| Werner Krauss                       | 1900 | 1976 | KPD      | abberufen mit Schreiben vom 15. Mai 1946                            |
| Otto Friedrich Kredel               | 1891 | 1974 | LDP      | berufen mit Schreiben vom 27. März 1946 für Abg. Winter             |
| Paul Krüger                         | 1903 | 1990 | KPD      |                                                                     |
| Ernst Leitz III                     | 1906 | 1979 | CDU      |                                                                     |
| Adolf Leweke                        | 1891 | 1970 | CDU      |                                                                     |
| Gustav Locke                        | 1886 | 1949 | SPD      |                                                                     |
| Richard Graf Matuschka-Greiffenclau | 1893 | 1975 | CDU      |                                                                     |
| Hans Nitsche                        | 1893 | 1962 | SPD      |                                                                     |
| Karl Johann Pauly                   | 1904 | 1970 | CDU      |                                                                     |
| Karl Gottfried Philipp              | 1896 | 1968 | CDU      |                                                                     |
| Heinrich Rademacher                 | 1908 | 1984 | KPD      |                                                                     |
| Karl Rehbein                        | 1885 | 1956 | SPD      |                                                                     |
| Willi Richter                       | 1894 | 1972 | SPD      |                                                                     |
| Heinrich Rupp                       | 1888 | 1972 | SPD      |                                                                     |
| Hans Schmüser                       | 1895 | 1983 | KPD      |                                                                     |
| Friedrich Schönwandt                | 1901 | 1973 | LDP      |                                                                     |
| Wilhelm Schwarzhaupt                | 1871 | 1961 | LDP      |                                                                     |
| Maria Sevenich                      | 1907 | 1970 | CDU      |                                                                     |
| Elfriede Steckel gen. Jo Mihaly     | 1902 | 1989 | KPD      | berufen mit Schreiben vom 15. Mai 1946 für Abg. Krauss              |
| Georg Stetefeld                     | 1883 | 1966 | LDP      |                                                                     |
| Eduard Trabert                      | 1890 | 1969 | CDU      |                                                                     |
| Johannes Wasmuth                    | 1904 | 1999 | CDU      |                                                                     |
| Ernst Weidner                       | 1885 | 1956 | LDP      |                                                                     |
| August Weinsperger                  | 1891 | 1963 | LDP      |                                                                     |
| Richard Wendel                      | 1894 | 1971 | CDU      |                                                                     |
| Paul Wilhelmi                       | 1879 | 1962 | LDP      |                                                                     |
| Karl Willmann                       | 1908 | 1976 | KPD      | berufen mit Schreiben vom 29. März 1946 für Abg. Haase              |
| Fritz Winter                        | 1899 | 1974 | LDP      | abberufen mit Schreiben vom 27. März 1946                           |
| Otto Witte                          | 1884 | 1963 | SPD      |                                                                     |
| Christian Wittrock                  | 1882 | 1967 | SPD      |                                                                     |
| Lore Wolf                           | 1900 | 1996 | KPD      |                                                                     |
| Friedrich Zängerle                  | 1911 | 1996 | KPD      |                                                                     |
| Jakob Zeiß                          | 1886 | 1952 | KPD      |                                                                     |
| Heinrich Zinnkann                   | 1885 | 1973 | SPD      |                                                                     |